# Efterlyst (film, 1996)
Efterlyst (org. Chain Reaction) är en amerikansk film från 1996 i regi av Andrew Davis. I huvudrollerna syns bland andra Keanu Reeves, Morgan Freeman och Rachel Weisz.

## Handling
Eddie jobbar i ett laboratorium där man försöker använda vatten som energikälla. En kväll exploderar laboratoriet, det ska se ut som en olycka, men före explosionen upptäcker Eddie att det är fråga om sabotage. Eddie och hans medarbetare Lily blir misstänkta och blir jagade av både myndigheterna och de verkligt skyldiga samtidigt som de försöker utreda omständigheterna runt sabotaget.

## Om filmen
Filmen är inspelad på ett flertal platser i Illinois och Wisconsin samt i Washington D.C. Den hade världspremiär i USA den 2 augusti 1996 och svensk premiär den 22 november samma år, åldersgränsen är 15 år. Filmen har även visats på TV4, då med titeln 72 timmar kvar att leva.

## Rollista (urval)
- Keanu Reeves - Eddie Kasalivich
- Morgan Freeman - Paul Shannon
- Rachel Weisz - doktor Lily Sinclair
- Fred Ward - FBI-agent Leon Ford
- Brian Cox - Lyman Earl Collier
- Neil Flynn - statspolis Nemitz

## Musik i filmen
- One Love, skriven av Bob Marley, framförd av Bob Marley och The Wailers